# 2003 no cinema
No ano de 2003 no cinema merecem destaque várias continuações de filmes famosos, como: O Senhor dos Anéis: O Retorno do Rei, + Velozes + Furiosos, As Panteras - Detonando, Matrix Reloaded, Matrix Revolutions, Heróis Pokémon,  O Exterminador do Futuro 3: A Rebelião das Máquinas, Freddy vs. Jason, X-Men 2, Bad Boys II, Todo Mundo em Pânico 3 e Premonição 2.

## Maiores bilheterias de 2003
Os dez filmes mais lançados em 2003 por arrecadação mundial são os seguintes:
| Ranque | Título                                                 | Distribuidor                            | Bilheteria global |
| ------ | ------------------------------------------------------ | --------------------------------------- | ----------------- |
| 1      | The Lord of the Rings: The Return of the King          | New Line                                | US$ 1,140,682,011 |
| 2      | Finding Nemo                                           | Buena Vista                             | US$ 871,014,978   |
| 3      | The Matrix Reloaded                                    | Warner Bros.                            | US$ 739,412,035   |
| 4      | Pirates of the Caribbean: The Curse of the Black Pearl | Buena Vista                             | US$ 654,264,015   |
| 5      | Bruce Almighty                                         | Universal / Buena Vista                 | US$ 484,592,874   |
| 6      | The Last Samurai                                       | Warner Bros.                            | US$ 454,627,263   |
| 7      | Terminator 3: Rise of the Machines                     | Warner Bros. / Sony Pictures / Columbia | US$ 433,371,112   |
| 8      | The Matrix Revolutions                                 | Warner Bros.                            | US$ 427,343,298   |
| 9      | X2                                                     | 20th Century Fox                        | US$ 407,711,549   |
| 10     | Bad Boys II                                            | Sony Pictures / Columbia                | $273,339,556      |

O Senhor dos Anéis: O Retorno do Rei arrecadou mais de US$ 1,19 bilhões, fazendo dele a sexta maior bilheteria da história naquele momento. Três outros filmes, Procurando Nemo, Matrix Reloaded e Piratas do Caribe: A Maldição do Pérola Negra também passsaram a figurar na lista das cinquenta maiores bilheterias da história.

## Eventos
- Prêmios Globo de Ouro de 2003
- Oscar 2003

## Filmes lançados em 2003
#
- 2 Fast 2 Furious
- 11:14
- 21 Grams
- 44 Minutes: The North Hollywood Shoot-Out
- 101 Dalmatians II: Patch's London Adventure

A
- Acquária
- Agent Cody Banks
- Akarui Mirai
- Aleijadinho - Paixão, Glória e Suplício
- Alien (relançamento do original de 1979)
- Amarelo Manga
- American Splendor
- American Wedding
- Anger Management
- The Animatrix
- Anything Else
- Ao no hono-o
- Apolônio Brasil, o Campeão da Alegria

B
- Bad Boys II
- Bad Santa
- Baghban
- Basic
- Beyond Borders
- Big Fish
- Biker Boyz
- Bom yeoreum gaeul gyeoul geurigo bom
- Bringing Down the House
- Brother Bear
- Bruce Almighty
- Bulletproof Monk
- Buongiorno, notte

C
- Calendar Girls
- O Caminho das Nuvens
- Carandiru (filme)
- Casseta & Planeta: A Taça do Mundo É Nossa
- The Cat in the Hat
- Charlie's Angels: Full Throttle
- Cheaper by the Dozen
- Code 46
- Coffee and Cigarettes
- Cold Creek Manor
- Cold Mountain
- The Core
- The Corporation
- Cradle 2 the Grave
- Cristina Quer Casar

D
- Daddy Day Care
- Daredevil
- Darkness Falls
- De grønne slagtere
- De Passagem
- Desmundo
- Deus É Brasileiro
- Didi, o Cupido Trapalhão
- Le Divorce
- Dogville
- Dom
- Down with Love
- Dreamcatcher
- The Dreamers
- Dumb & Dumberer: When Harry Met Lloyd
- Duplex

E
- Elephant
- Elf
- Uma Estrela pra Ioiô

F
- O Fascínio
- Festival Express
- The Fighting Temptations
- A Filha
- Filme de Amor (filme)
- Um Filme Falado
- Final Destination 2
- Finding Nemo
- La finestra di fronte
- Flywheel
- Foolproof
- Freaky Friday
- Freddy vs. Jason

G
- Game Over: Kasparov and the Machine
- Gang of Roses
- Garotas do ABC
- Garrincha - Estrela Solitária
- Gigli
- Girl with a Pearl Earring
- Glauber o Filme, Labirinto do Brasil
- Gods and Generals
- Good Bye, Lenin!
- Gothika
- Grind
- A Guy Thing

H
- The Haunted Mansion
- Haute Tension
- Head of State
- Hollywood Homicide
- Home Alone 4
- O Homem do Ano
- O Homem que Copiava
- Honey
- House of 1000 Corpses
- House of Sand and Fog
- How to Deal
- How to Lose a Guy in 10 Days
- Hulk
- The Human Stain
- The Hunted

I
- Io Non Ho Paura
- Identity
- Interstella 5555
- In the Cut
- Intolerable Cruelty
- InuYasha: Tenka Hadou no Ken
- Les Invasions barbares
- It Runs in the Family
- The Italian Job

J
- Jeepers Creepers II
- Jigureul Jikyeora!
- Johnny English
- The Jungle Book 2
- Just Married

K
- Kangaroo Jack
- Kart Racer

L
- Lara Croft Tomb Raider: The Cradle of Life
- The Last Samurai
- The League of Extraordinary Gentlemen
- Legally Blonde 2: Red, White and Blonde
- The Life of David Gale
- Lisbela e o Prisioneiro
- The Lizzie McGuire Movie
- Looney Tunes: Back in Action
- The Lord of the Rings: The Return of the King
- Lost in Translation
- Love Actually
- Love Don't Cost a Thing
- Luther

M
- Malibu's Most Wanted
- Marci X
- Maria - Mãe do Filho de Deus
- O Martelo de Vulcano
- Master and Commander: The Far Side of the World
- Matchstick Men
- The Matrix Reloaded
- The Matrix Revolutions
- The Medallion
- The Missing
- Mi vida sin mí
- Mona Lisa Smile
- Moon Child
- Motoboys – Vida Louca
- A Mulher Polícia
- A Mulher que Acreditava Ser Presidente dos Estados Unidos
- My Boss's Daughter
- My Life Without Me
- Mystic River

N
- Narradores de Javé
- Nathalie...
- National Lampoon Presents Dorm Daze
- National Security
- Natural City
- Ned Kelly
- Noite de São João
- Os Normais - O Filme

O
- Octane
- Oldboy
- Old School
- Once Upon a Time in Mexico
- Ong Bak
- Open Water
- The Order
- Oresama
- Osama
- Out of Time

P
- Panj é asr
- Paycheck
- Party Monster
- Peter Pan
- Phone Booth
- Pieces of April
- Piglet's Big Movie
- Pirates of the Caribbean: The Curse of the Black Pearl
- Pokémon Heroes
- Pokémon: Jirachi Wishmaker

Q
- Quaresma

R
- Radio
- Raízes do Brasil
- The Reckoning
- The Recruit
- Ricordati di me
- O Risco: Lúcio Costa e a Utopia Moderna
- Rugrats Go Wild
- Runaway Jury
- The Rundown

S
- S.W.A.T.
- Salinui chueok
- Scandal - Joseon namnyeo sangyeoljisa
- Scary Movie 3
- School of Rock
- Seabiscuit
- Secondhand Lions
- Sexo con amor
- Shanghai Knights
- Shattered Glass
- O Signo do Caos
- Sinbad: Legend of the Seven Seas
- The Snow Walker
- Soldados de Salamina
- Something's Gotta Give
- Song for a Raggy Boy
- Spy Kids 3-D: Game Over
- The Station Agent
- The Statement
- Stuck on You
- Swimming Pool
- Sylvia

T
- Tears of the Sun
- Terminator 3: Rise of the Machines
- The Tesseract
- The Texas Chainsaw Massacre
- Thirteen
- Timeline
- Tokyo Godfathers
- Torremolinos 73
- Touching the Void
- Les Triplettes de Belleville

U
- Under the Tuscan Sun
- Underworld
- Uptown Girls

V
- Veronica Guerin
- View from the Top
- Vinte e Cinco
- Vila Ipojuca
- Viva Voz

WXYZ
- What a Girl Wants
- Wrong Turn
- X2
- Xavier
- Xuxa Abracadabra